# 隋唐群英會
《隋唐群英會》（英語：Ancient Heroes）是香港電視廣播有限公司根據清朝作者褚人獲所著《隋唐演义》改編而製作的古裝武俠電視劇，全劇共20集，監製蕭顯輝。
此劇共分為4部：第1部名為《絕代雙雄》，第2部名為《風塵三俠》，第3部名為《瓦崗寨風雲》，第4部名為《義師勤王》。

## 演員表

### 主要演員
- 林嘉華 飾 虬髯客
- 張兆輝 飾 李世民
- 譚耀文 飾 李靖
- 曹　眾 飾 红拂女
- 陳妙瑛 飾 兰陵公主
- 何婉盈 飾 李菁兒
- 伍衛國 飾 李密
- 張可頤 飾 赵婉珊
- 江希文 飾 突厥公主柏尔斯
- 黄智贤 飾 隋炀帝

### 其他演員
- 黎漢持 飾 李渊
- 秦　煌 飾 杨素
- 朱鐵和 飾 翟让
- 郑柏麟 飾 杨玄感
- 陈晓芸 飾 韩秋儿
- 梁建平 飾 李建成
- 戴少民 飾 李元吉
- 李卫民 飾 李元霸
- 李龙基 飾 程咬金
- 关　菁 飾 孙道长
- 李耀敬 飾 秦琼
- 虞天伟 飾 霍天行
- 博　君 飾 程一飞